# USS Jimmy Carter (SSN-23)
USS Jimmy Carter (SSN-23)  är en ubåt i USA:s flotta, den sista i Seawolf-klassen. Ubåt är namngiven efter Jimmy Carter, USA:s president 1977-1981.
Jämfört med de andra två ubåtarna i klassen är Jimmy Carter förlängd med cirka 30 meter för en mittsektion som ger henne möjlighet att operera med AUV:er.